# Ejército de Liberación Nacional (Argelia)
El Ejército de Liberación Nacional (en francés: Armée de Libération Nationale) fue el brazo armado del Frente de Liberación Nacional, el principal órgano para la independencia argelina durante la guerra de independencia de 1954 a 1962. 
El ELN fue creado por decisión del Comité Révolutionnaire d'Unité et d'Action en 1954, a partir de los restos de la Organisation Spéciale (OS). Existió hasta su integración dentro del naciente Ejército argelino en 1962.